# Nelia humilis
Nelia humilis är en fjärilsart som beskrevs av Felder 1867. Nelia humilis ingår i släktet Nelia och familjen praktfjärilar. Inga underarter finns listade i Catalogue of Life.